# Torsten Ulmer
Torsten Ulmer (1970) is een Duitse botanicus die botanie heeft gestudeerd aan Universität Essen in Essen in Duitsland. Hij heeft zich gespecialiseerd in de taxonomie van het geslacht Passiflora (passiebloemen). Hij heeft talloze herbariumspecimens van passiebloemen onderzocht en gedetermineerd voor botanici over de gehele wereld.
Hij is de (mede)auteur en naamgever van vier soorten: Passiflora chocoensis Ulmer & G.Gerlach, Passiflora formosa Ulmer, Passiflora tina Ulmer & Boender en Passiflora weigendii Ulmer & Schwerdtf.
Hij heeft samen met zijn vrouw Bettina een privécollectie opgezet van meer dan 200 soorten en hybrides in zijn woonplaats Witten in Duitsland. Inmiddels is deze collectie uitgegroeid tot een kwekerij. De kwekerij wordt meerdere keren per jaar gratis opengesteld voor publiek op de zogenoemde "Passionsblumentage" (passiebloemdagen). In 1999 hebben ze een eigen uitgeverij opgericht, Formosa Verlag. Deze uitgeverij hebben ze opgericht om plantenboeken te kunnen uitbrengen.

## Selectie van publicaties
- Passionsblumen, Blütenzauber für Jedermann, 1994, Bettina Kickuth & Torsten Ulmer, Druck- & Verlagscooperative´85, ISBN 3-925713-20-4
- Passionsblumen: Eine faszinierende Gattung, 1997, Bettina & Torsten Ulmer, Formosa Verlag, ISBN 3-00-000684-2
- Faszinierende Pflanzenwelt: Passionsblumen, 1999, Bettina & Torsten Ulmer, Formosa Verlag, ISBN 3-934733-01-8
- Passiflora, Passionflowers of the World, 2004, Torsten Ulmer & John M. MacDougal with drawings by Bettina Ulmer, Timber Press, ISBN 0881926485
- Farbatlas Passionsblumen/Colour Atlas Passionflowers (tweetalig), 2005, Bettina & Torsten Ulmer, Formosa Verlag, ISBN 3-934733-04-2